# Macrothele sanheensis
Macrothele sanheensis is een spinnensoort uit de familie Macrothelidae. De soort komt voor in China.